# 차드의 국기

비율 2:3

차드의 국기는 1959년 6월 11일에 제정되었으며, 파랑, 노랑, 빨강의 세 가지 색으로 된 세로형 삼색기로 루마니아의 국기와 비슷하다. 1989년 루마니아 사회주의 공화국 시절까지는 가운데에 사회주의 문장이 있어서 구분을 할 수 있지만 루마니아가 민주화로 전향하고 사회주의 문장을 없애면서부터 비슷해졌다.
차드의 국기는 프랑스의 국기 중앙에 범아프리카색인 노랑을 중앙에 넣어서 만들어졌다. 파랑은 하늘과 희망, 물을, 노랑은 태양과 북부의 사막 지대를, 빨강은 진보와 단결, 희생을 의미한다. 원래 범아프리카색은 초록, 노랑, 빨강이었으나 현재 아프리카 말리공화국이 이와 일치한 국기를 사용하고 있다.

## 색상
| 색상 | 파랑               | 노랑                | 빨강                |
| ---- | ------------------ | ------------------- | ------------------- |
| RGB  | 0–38–100 (#002664) | 254–203–0 (#FECB00) | 198–12–48 (#C60C30) |

## 같이 보기
- 차드의 국장